# Liste der Bodendenkmäler in Olching
Auf dieser Seite sind die Bodendenkmäler in der oberbayerischen Stadt Olching zusammengestellt. Diese Tabelle ist eine Teilliste der Liste der Bodendenkmäler in Bayern. Grundlage ist die Bayerische Denkmalliste, die auf Basis des Bayerischen Denkmalschutzgesetzes vom 1. Oktober 1973 erstmals erstellt wurde und seither durch das Bayerische Landesamt für Denkmalpflege geführt wird. Die folgenden Angaben ersetzen nicht die rechtsverbindliche Auskunft der Denkmalschutzbehörde.

## Bodendenkmäler der Gemeinde Olching

### Bodendenkmäler in der Gemarkung Emmering
| Lage                | Objekt                                                                                                  | Akten-Nr.     | Bild |
| ------------------- | --- | ------------- | ---- |
| Emmering (Standort) | Siedlung und Bestattungsplatz mit Kreisgräben und Grabgärten vor- und frühgeschichtlicher Zeitstellung. | D-1-7833-0270 |      |

### Bodendenkmäler in der Gemarkung Esting
| Lage                               | Objekt | Akten-Nr.     | Bild           |
| ---------------------------------- | --- | ------------- | -------------- |
| Esting (Standort)                  | Grabhügel mit Bestattungen der Hallstattzeit. Siehe auch: Hügelgrab, Hallstattzeit                                                    | D-1-7733-0038 |                |
| Esting (Standort)                  | Körpergräber des frühen Mittelalters. Siehe auch: Körpergrab, Mittelalter                                                             | D-1-7733-0039 |                |
| Esting (Standort)                  | Siedlung vor- und frühgeschichtlicher Zeitstellung.                                                                                   | D-1-7733-0074 |                |
| Esting (Standort)                  | Siedlung vor- und frühgeschichtlicher Zeitstellung.                                                                                   | D-1-7733-0075 |                |
| Esting (Standort)                  | Siedlung vor- und frühgeschichtlicher Zeitstellung.                                                                                   | D-1-7733-0077 |                |
| Esting (Standort)                  | Siedlung vor- und frühgeschichtlicher Zeitstellung.                                                                                   | D-1-7733-0079 |                |
| Esting (Standort)                  | Siedlung vor- und frühgeschichtlicher Zeitstellung.                                                                                   | D-1-7733-0080 |                |
| Esting (Standort)                  | Siedlung vor- und frühgeschichtlicher Zeitstellung.                                                                                   | D-1-7733-0081 |                |
| Esting (Standort)                  | Siedlung vor- und frühgeschichtlicher Zeitstellung.                                                                                   | D-1-7733-0082 |                |
| Esting (Standort)                  | Körpergräber des Endneolithikums (Glockenbecherkultur). Siehe auch: neolithikum, Glockenbecherkultur                                  | D-1-7733-0083 |                |
| Esting (Standort)                  | Siedlung vor- und frühgeschichtlicher Zeitstellung, unter anderem der Bronzezeit. Siehe auch: Bronzezeit                              | D-1-7733-0084 |                |
| Esting (Standort)                  | Siedlung vor- und frühgeschichtlicher Zeitstellung.                                                                                   | D-1-7733-0085 |                |
| Esting (Standort)                  | Siedlung vor- und frühgeschichtlicher Zeitstellung.                                                                                   | D-1-7733-0086 |                |
| Esting (Standort)                  | Siedlung vor- und frühgeschichtlicher Zeitstellung.                                                                                   | D-1-7733-0091 |                |
| Esting Stephanweg 4 (Standort)     | Untertägige mittelalterliche und frühneuzeitliche Befunde im Bereich der Katholischen Filialkirche St. Stephanus in Esting.           | D-1-7733-0219 | weitere Bilder |
| Esting Schloßstraße 110 (Standort) | Untertägige mittelalterliche und frühneuzeitliche Befunde im Bereich von Schloss und Schlosskapelle Esting und ihrer Vorgängerbauten. | D-1-7733-0221 | weitere Bilder |
| Esting (Standort)                  | Siedlung der Bronzezeit. | D-1-7733-0288 |                |
| Esting (Standort)                  | Siedlung und Bestattungsplatz mit Grabgarten vor- und frühgeschichtlicher Zeitstellung.                                               | D-1-7833-0123 |                |
| Esting (Standort)                  | Siedlung vor- und frühgeschichtlicher Zeitstellung.                                                                                   | D-1-7833-0167 |                |
| Esting (Standort)                  | Siedlung vor- und frühgeschichtlicher Zeitstellung.                                                                                   | D-1-7833-0168 |                |
| Esting (Standort)                  | Siedlung vor- und frühgeschichtlicher Zeitstellung.                                                                                   | D-1-7833-0169 |                |
| Esting (Standort)                  | Siedlung vor- und frühgeschichtlicher Zeitstellung, unter anderem der späten Bronzezeit und der Urnenfelderzeit.                      | D-1-7833-0170 |                |
| Esting (Standort)                  | Siedlung vorgeschichtlicher Zeitstellung unter anderem der späten Bronzezeit oder Urnenfelderzeit.                                    | D-1-7833-0172 |                |
| Esting (Standort)                  | Siedlung vor- und frühgeschichtlicher Zeitstellung.                                                                                   | D-1-7833-0197 |                |

### Bodendenkmäler in der Gemarkung Geiselbullach
| Lage                                         | Objekt | Akten-Nr.     | Bild           |
| -------------------------------------------- | --- | ------------- | -------------- |
| Geiselbullach (Standort)                     | Verebnete Grabhügel vorgeschichtlicher Zeitstellung. | D-1-7734-0003 |                |
| Geiselbullach (Standort)                     | Siedlung, Verhüttungsplatz und Körpergräber des frühen und hohen Mittelalters. | D-1-7734-0008 |                |
| Geiselbullach (Standort)                     | Körpergräber, Kreisgraben und Siedlung vor- und frühgeschichtlicher Zeitstellung. Siehe auch: Kreisgraben | D-1-7734-0012 |                |
| Geiselbullach (Standort)                     | Verebnete Grabhügel vorgeschichtlicher Zeitstellung. | D-1-7734-0015 |                |
| Geiselbullach (Standort)                     | Grabenwerk vor- und frühgeschichtlicher Zeitstellung. Siehe auch: Grabenwerk | D-1-7734-0016 |                |
| Geiselbullach (Standort)                     | Siedlung vor- und frühgeschichtlicher Zeitstellung, unter anderem der Urnenfelderzeit. Siehe auch: Urnenfelderzeit | D-1-7734-0017 |                |
| Geiselbullach (Standort)                     | Verebnete Grabhügel vorgeschichtlicher Zeitstellung. | D-1-7734-0018 |                |
| Geiselbullach Dachauer Straße 139 (Standort) | Untertägige frühneuzeitliche Befunde im Bereich von Schloss Geiselbullach mit Katholischen Kapelle St. Johann Nepomuk und barocker Gartenanlage. Siehe auch: Schloss Geiselbullach, St. Johann Nepomuk (Geiselbullach) | D-1-7734-0136 | weitere Bilder |
| Geiselbullach (Standort)                     | Untertägige frühneuzeitliche Befunde im Bereich des ehemaligen Sitzes und der kurfürstlichen Schwaige Graßlfing und ihrer Vorgängerbauten.                                                                             | D-1-7734-0138 |                |
| Geiselbullach (Standort)                     | Siedlung vor- und frühgeschichtlicher Zeitstellung. | D-1-7734-0139 |                |
| Geiselbullach (Standort)                     | Siedlung vorgeschichtlicher Zeitstellung. | D-1-7734-0205 |                |

### Bodendenkmäler in der Gemarkung Maisach
| Lage               | Objekt | Akten-Nr.     | Bild |
| ------------------ | --- | ------------- | ---- |
| Maisach (Standort) | Siedlung und Körpergräber der frühen und mittleren Bronzezeit, Siedlung und Brandgräber der Urnenfelderzeit sowie Körpergräber der Latènezeit. | D-1-7733-0175 |      |
| Maisach (Standort) | Siedlung und Körpergräber der frühen und mittleren Bronzezeit, Siedlung und Brandgräber der Urnenfelderzeit sowie Körpergräber der Latènezeit. | D-1-7733-0175 |      |

### Bodendenkmäler in der Gemarkung Olching
| Lage               | Objekt | Akten-Nr.     | Bild |
| ------------------ | --- | ------------- | ---- |
| Olching (Standort) | Körpergräber des frühen Mittelalters.                                                                                                | D-1-7733-0218 |      |
| Olching (Standort) | Abgegangene Kirche mit Kirchhof des Mittelalters und der frühen Neuzeit (St. Peter und Paul) sowie Siedlung des frühen Mittelalters. | D-1-7733-0222 |      |
| Olching (Standort) | Siedlung vor- und frühgeschichtlicher Zeitstellung.                                                                                  | D-1-7734-0019 |      |
| Olching (Standort) | Siedlung vor- und frühgeschichtlicher Zeitstellung.                                                                                  | D-1-7734-0119 |      |
| Olching (Standort) | Siedlung vor- und frühgeschichtlicher Zeitstellung.                                                                                  | D-1-7833-0089 |      |
| Olching (Standort) | Körpergräber des frühen Mittelalters.                                                                                                | D-1-7833-0405 |      |